# Artes marciales mixtas en México

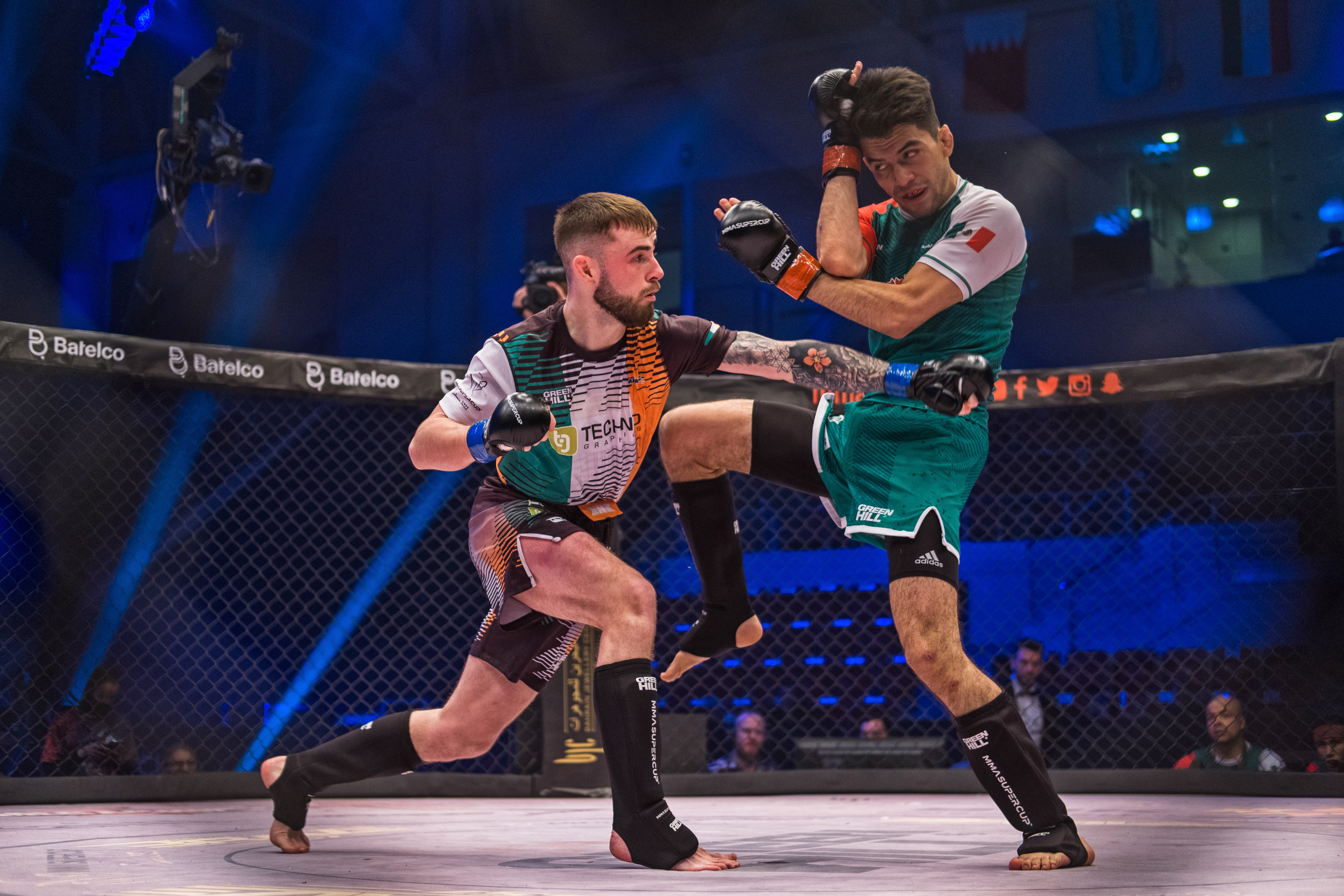
El mexicano Cruz Emmanuel García enfrentando al irlandés Connor McCarthy en el Campeonato Mundial de la IMMAF 2022 en Baréin.

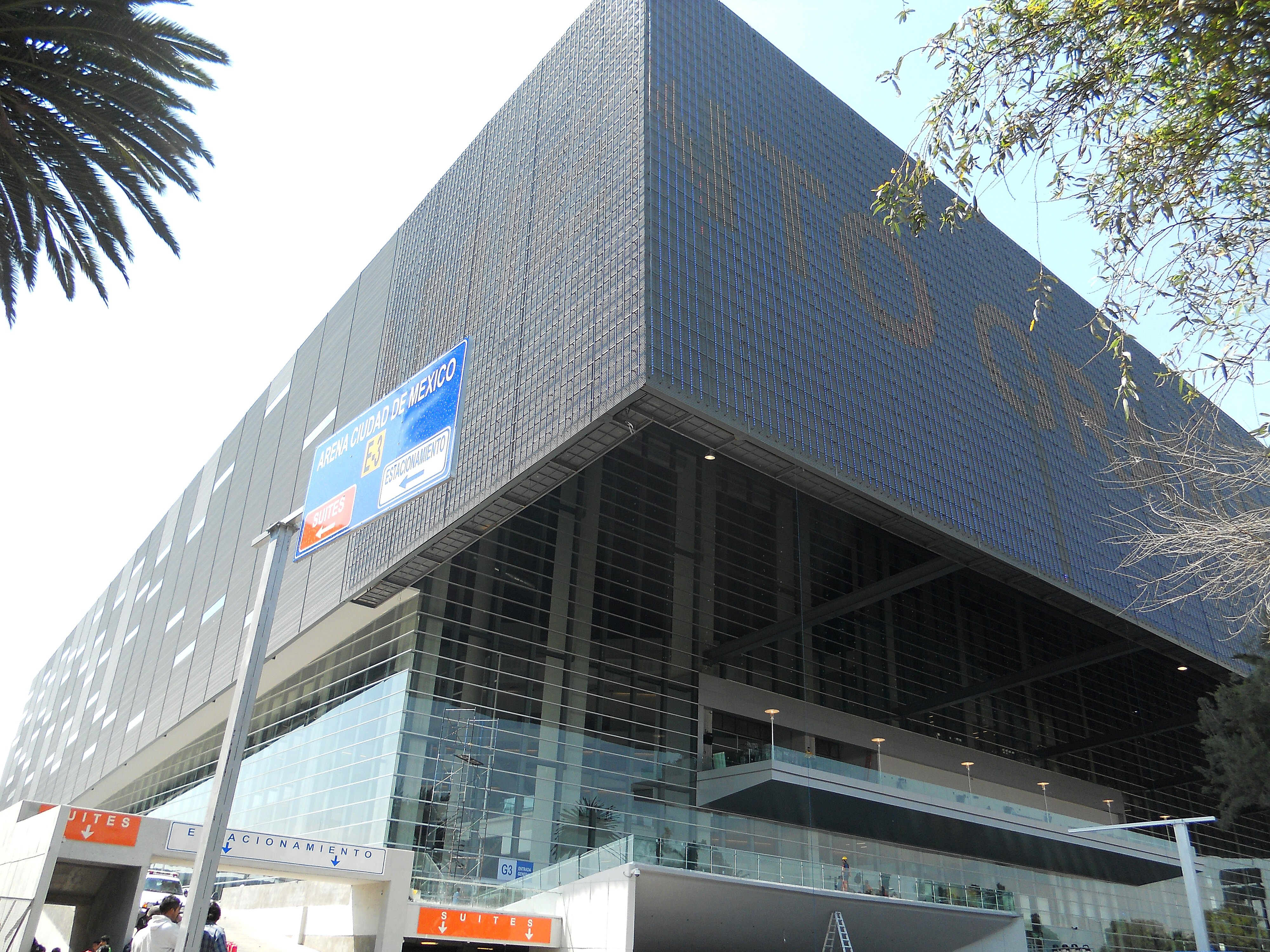
Vista exterior de la Arena Ciudad de México, donde UFC albergó en 2014 su primer evento en la República.

Las artes marciales mixtas en México tienen sus origenes en la década de 1990, pero empezaron a popularizarse en la década de los 2000, siendo uno de los deportes de más rápido crecimiento en ese país. Es practicado tanto a nivel profesional como a nivel amateur.

## Historia

### 1990s–2008: orígenes e inicios
Las artes marciales tradicionales, desde las originarias en el país como la lucha tarahumara hasta las de otros lugares como el judo, han dado forma a las MMA en México, junto con otros deportes de combate como el boxeo y el taekwondo, en los que se ha destacado considerablemente.
En el nuevo milenio, cuando las artes marciales mixtas aún no eran notorias en el país, varios luchadores como Dos Caras Jr. (conocido más adelante como Alberto Del Río), Electroshock y El Canek (que pelearon bajo sus nombres reales) habían probado otra disciplina totalmente opuesta a la lucha libre profesional, compitiendo en la promotora japonesa Deep en el año 2001. Dos Caras Jr. fue el primero de ellos en tener una pelea en la PRIDE Fighting Championships la promoción de MMA más grande en ese tiempo, también con sede en Japón; se enfrentó al kickboxer croata Mirko «Cro Cop» Filipović el 5 de octubre de 2003 en la estelar de  PRIDE Bushido 1, cayendo derrotado en cuestión de segundos.
La pelea estelar del evento The Ultimate Fighter: Team Nogueira vs. Team Mir Finale producido por la Ultimate Fighting Championship (UFC) tuvo como protagonistas al mexicano Efraín Escudero que llegaba con un invicto de 10-0 y al estadounidense Phillipe Nover; Escudero, el primero de su país en competir para la promoción más importante del deporte, se llevó la victoria por decisión unánime para convertirse en el ganador de peso ligero de TUF.

### 2009–2015: desarrollo del MMA mexicano
El 30 de mayo de 2009, la promotora Ultimate Warrior Challenge México, con sede en la fronteriza Tijuana, albergaría la primera pelea femenil de caracter profesional en la historia del MMA mexicano; allí, la mexicana Margarita de la Cruz Ramírez se enfrentó a la estadounidense Cristina Marks en «UWC México 2» en una pelea equilibrada que terminó con victoria para Ramírez por sumisión. En ese entonces, otras peleadoras como Jessica Aguilar ya destacaban en el ámbito internacional, compitiendo para promociones como Bellator MMA y la World Series of Fighting, donde fue la campeona mundial de peso paja.
Más peleadores mexicanos aterrizaron en distintas promotoras extranjeras a lo largo de la década de 2010, lo que demostraba el progreso de las MMA mexicanas. Entre los primeros en dar el salto fueron Erik «Goyito» Pérez y Francisco Treviño en la rama masculina; y Alexa Grasso e Irene Aldana en la femenina. 
En noviembre de 2014, UFC celebraría su primer evento en suelo mexicano con «UFC 180» en la Arena Ciudad de México. Las entradas se agotaron en tan solo ocho horas, lo cual es un récord para el recinto. Fue así como el evento marcaba el debut promocional de novatos como Yair «Pantera» Rodríguez y José Alberto «Teco» Quiñónez, así como de quienes que ya venían destacando regionalmente como Marco Beltrán, Henry Briones, Gabriel «Moggly» Benítez, Alejandro «Turbo» Pérez, Héctor Urbina y Augusto «Dodger» Montaño; si bien, varios de ellos han ganado un premió de bonificación, solo Rodríguez llegó a ser campeón mundial.

### 2015–2020: nacimiento de LUX Fight League y medallas en la IMMAF
Cuando la UWC México había interrumpido su actividad deportiva en 2015 y la Xtreme Fighters Latino estaba en una irrescatable decadencia, se planteaba crear una futura promotora de MMA en el país; esto condujo al nacimiento de LUX Fight League en 2017 de la mano del empresario Joe Mendoza, que con el tiempo se convertía en una de las promociones con mayor crecimiento. El primer evento de LUX, nombrado como «LUX 001» y celebrado el 21 de julio de 2017 en el Hotel Posada de Tampico, fue un éxito en ventas.
Fue en este periodo cuando se forma también la Federación de Artes Marciales Mixtas Equidad y Juego Limpio (FAMM-EJL), la cual sería una de las primeras del continente americano en ser reconocida por la IMMAF. Sara Cova, formada en Bonebreakers, sería la primera artista marcial mixta mexicana en obtener una medalla en el Campeonato Mundial de la IMMAF, la de bronce en Manama 2017. Más adelante en el Campeonato Mundial de la IMMAF 2019, también en la capital bareiní, Nora Ochoa Pérez logró la medalla de plata, siendo hasta la fecha, el mejor resultado obtenido por un atleta mexicano en la competición; Pérez repitió ese logro en Belgrado 2023.

### 2020–presente: campeones mundiales en UFC
A inicios de la década de 2020, Brandon Moreno estuvo involucrado en una férrea rivalidad con el brasileño Deiveson Figueiredo en el peso mosca de UFC, en la que ambos eran los dos mejores. En su segunda pelea en UFC 263, Moreno salió victorioso tras hacer rendir a su rival en el tercer asalto, resultado que lo convertía en el primer peleador mexicano en ganar un campeonato mundial en la promotora. En ese mismo, los fanes lo votaron como «Peleador Revelación del Año» en los World MMA Awards. También en la empresa Legacy Fighting Alliance (LFA) hubo campeones mundiales mexicanos, siendo estos Víctor «El Magnifico» Altamirano y Lupita «Loopy» Godínez, quienes derrotaron a los estadounidenses Vanessa Demopoulos y Nate Smith por los campeonatos de peso mosca masculino y peso paja femenino, respectivamente.
Alejandro «Gallito» Flores sería protagonista de la firma más importante de un peleador mexicano fuera de UFC, al ser contratado por la Professional Fighters League (PFL) en agosto de 2021 después de una carrera exitosa en Combate Américas (hoy Combate Global); allí sumó una racha de dos victorias, una derrota y un no contest en las cuatro peleas que disputó. Después de él, Brahyan Zurcher, Sergio «Drako» Cossio y Saray Orozco, estos dos últimos ex campeones de LUX, también darían el salto a la PFL.
El año 2023 sería histórico para el MMA nacional, pues se había conseguido un logro que únicamente Brasil y Estados Unidos presumían: tener tres o más campeones mundiales en el mismo periodo de tiempo en UFC. Primero en UFC 283 el 21 de enero, Moreno venció por segunda vez a Figueiredo en la pelea que cerraba su tetralogía tras un nocaut técnico, aun con la desventaja de tener al público brasileño detrás; después en UFC 284 el 12 de febrero, Yair Rodríguez se llevaría una victoria sobre el estadounidense Josh Emmett con un mataleón en el segundo asalto, proclamándose nuevo campeón interino de peso pluma; y por último en UFC 285 el 4 de marzo, Alexa Grasso lográ romper la racha positiva que la kirguisa Valentina Shevchenko mantenía como monarca femenina de peso mosca desde 2018 tras hacerla rendir con un face crank en el cuarto asalto ante la sorpresa de todos los asistentes, siendo así la primera mujer mexicana en ganar un campeonato mundial de UFC. En el caso de Grasso, sería nombrada como «Peleadora femenina del Año» en los World MMA Awards, donde también obtuvo el premio a la «Sumisión del Año».

## Organizaciones
En México existen númerosas promociones de MMA, entre ellas se encuentra la LUX Fight League fundada en julio de 2017, el cual es considerada como la promoción más importante.
A nivel amateur, la Federación de Artes Marciales Mixtas Equidad y Juego Limpio (FAMM-EJL) es el principal organismo rector de MMA en el país respaldada y reconocida por la Federación Internacional de Artes Marciales Mixtas (IMMAF).

## Logros y condecoraciones

### Campeones mundiales
| Nombre            | Títulos                | Defensas | Referencias   |
| ----------------- | ---------------------- | -------- | ------------- |
| Jessica Aguilar   | Peso paja (WSOF)       | 2        | [ 8 ]         |
| Alexa Grasso      | Peso mosca (UFC)       | 1        | [ 25 ]        |
| Irwin Rivera      | Peso gallo (Titan FC)  | 1        | [ 29 ]        |
| Brandon Moreno    | Peso mosca (LFA y UFC) | 0 / 0    | [ 30 ] [ 16 ] |
| Yair Rodríguez    | Peso pluma (UFC)       | 0        | [ 24 ]        |
| Loopy Godínez     | Peso paja (LFA)        | 0        | [ 19 ]        |
| Víctor Altamirano | Peso mosca (LFA)       | 0        | [ 18 ]        |

### Medallistas
| Medalla           | Edición       | Nombre               |
| ----------------- | ------------- | -------------------- |
| Medalla de bronce | Manama 2017   | Sara Cova            |
| Medalla de bronce | Manama 2018   | Nadia Vera           |
| Medalla de plata  | Manama 2019   | Nora Ochoa Pérez     |
| Medalla de bronce | Manama 2019   | Daniela Hernández    |
| Medalla de bronce | Manama 2019   | Nicole Gerardo       |
| Medalla de plata  | Belgrado 2023 | Nora Ochoa Pérez (2) |

| Medalla           | Edición    | Nombre    |
| ----------------- | ---------- | --------- |
| Medalla de bronce | Sofía 2017 | Sara Cova |